# 7e brigade de fusiliers motorisés de la Garde (RPD & RPL)
Pour les articles homonymes, voir 7e brigade.
Pour l'unité homonyme soviétique, voir 7e brigade de fusiliers motorisés de la Garde (Union soviétique).
Pour l'unité homonyme russe, voir 7e brigade de fusiliers motorisés de la Garde (Russie).
La 7e brigade de fusiliers motorisés de la Garde (en russe : 7-я отдельная гвардейская мотострелковая бригада, abrégé 7 гв. омсбр), de son nom complet la 7e brigade indépendante de fusiliers motorisés de la Garde « Tchistiakovskaïa » (en russe : 7-я отдельная гвардейская мотострелковая Чистяковская бригада), numéro d'unité militaire 40321 (anciennement n° 08807), est une unité des forces terrestres russes, anciennement une entité séparatiste de la milice populaire de la république populaire de Lougansk.

## Historique
La brigade est créée en novembre 2014 dans la ville de Torez, les enrôlés étant (pour majeure partie) originaire de la ville de Sloviansk, dont la plupart ont participé au siège de la ville en juillet 2014. La formation est dirigée par le colonel Mikhaïl Alexandrovitch Nikolaïev. Auparavant, Nikolaïev dirigeait l'un des bataillons de la formation slave à l'été 2014.
En janvier 2015, la compagnie de chars de la brigade est engagée dans la seconde bataille de l'aéroport de Donetsk.
Lors de la bataille de Debaltseve, l'unité occupe le front le long de la ligne Verkhniaïa Fashchevka-Khrestivka. Elle transite notamment par le village de Nikichino, puis jusqu'à la gare de Redkodub et près de la ville de Chornukhyne (en). Pendant les combats, le bataillon Dnepr-1 du régiment de la police est encerclé et dispersé par des tirs d'artillerie de roquettes. Au cours de l'opération, des unités de brigade se rapprochent de Debaltseve par le sud-ouest. Le 19 février, la ville tombe aux mains des séparatistes prorusses. La brigade reçoit le titre honorifique « Tchistiakovskaïa » (en l'honneur de la 127e division d'infanterie Tchistiakovski (ru), qui a libéré le Donbass en août-septembre 1943).  
À partir de septembre 2015, la 7e brigade de fusiliers motorisés est dirigée par le colonel Aleksandr Bouchouïev, sous le pseudonyme « Aleksandr Nikolaïevitch Kolossov ».
L'unité est transférée de la milice de la RPD à celle de la RPL fin 2015.
Le 3 juillet 2016 près de Khartsyzk, Bouchouïev marche sur une mine terrestre à un passage à niveau et décède des suites de l'explosion,.
Le 10 octobre 2018, le dirigeant par intérim de la RPL Leonid Passetchnik lui décerne le titre honorifique de la « Garde ».
Le 31 décembre 2022, la brigade est transférée dans les Forces armées russes et son numéro d'unité militaire passe de 08807 à 40321. Après la création de la brigade, le 4e bataillon de fusiliers de ligne, un bataillon d'assaut indépendant « Storm » ainsi que des bataillons de défense territoriale lui sont affectés.

## Structure
- Quartier général
- 1er bataillon de fusiliers motorisés
- 2e bataillon de fusiliers motorisés
- 3e bataillon de fusiliers motorisés
- 4e bataillon de fusiliers de ligne
- Bataillon de chars
- Bataillon automoteur d'artillerie et d'obusiers
- Bataillon d'artillerie d'obusiers
- Divizion de missiles antiaériens
- Bataillon d'artillerie de roquettes
- Compagnie de support matériel
- Compagnie de reconnaissance
- Compagnie de réparation

Unités attachées
- 310e bataillon de fusiliers motorisés de réserve (unité militaire 78535)
- 12 véhicules blindés de transport de troupes (unité militaire 12265)
- 313e régiment de fusiliers motorisés

## Commandants
- Colonel Mikhaïl Alexandrovitch Nikolaïev (pseudonyme « Sedoï ») (5 juillet 2014 - septembre 2015)
- Colonel Aleksandr Nikolaïevitch Bouchouïev (pseudonyme « Aleksandr Nikolaevich Kolossov ») (septembre 2015 - † 3 juillet 2016)
- Colonel A. V. Kozirenko (?)
- Colonel R. R. Vodojdok (octobre 2017 - septembre 2018)
- Colonel de la Garde Leonid Vladimirovitch Rijov (depuis 2020)